# Nationaal park Emas
Het Nationaal park Emas (Portugees: Parque Nacional das Emas) is een nationaal park, gelegen in de Braziliaanse deelstaten Goiás en Mato Grosso do Sul. Sinds 2001 hoort het park bij het Werelderfgoed van UNESCO. Het park werd in 1972 opgericht. Het heeft een oppervlakte van 1320 vierkante kilometer en ligt in de Cerrado, een savanne-achtig gebied in het centrale westen van Brazilië. Het heeft een uitgebreid scala aan fauna: onder andere reuzenmiereneters, manenwolven, reuzengordeldieren, nandoes, jaguars (al zijn er slechts 10 van - maar 40% van het park is een geschikt habitat), pekari's, spiesherten en capibara's komen er voor.